# Jangwani (Mtwara)
Jangwani è una circoscrizione mista (mixed ward) della Tanzania situata nel distretto urbano di Mtwara, regione di Mtwara. Conta una popolazione di 4 215 abitanti (censimento 2012).